# Jan III. z Lokte
Jan III. z Lokte (německy Johannes III. von Elbogen, * před rokem 1300, Loket) byl česko-německý cisterciácký mnich, v letech 1310–1323 14. opat kláštera Valdsasy.

## Život
Jan pocházel ze staré šlechtické rodiny z Chebska, o níž jsou první zmínky již od roku 1163, a která vlastnila četné majetky v Chebském a Loketském.
Jan byl v letech 1310–1323 opatem Valdsaského kláštera, prvním, který pocházel z Chebského kraje.
Přátelil s opatem zbraslavského kláštera Petrem Žitavským a sám byl kronikářem Valdsaského kláštera, napsal mj. spis Taten und Beispiele berühmter Waldsassener Mönche (Činy a příklady slavných Valdsaských mnichů).
Je považován za příznivce Jana Lucemburského při nástupu na český trůn.
Členové fojtského šlechtického rodu Hozlauerů z Hazlova byli v roce 1311 ve sporu s klášterem, který vypukl, když poddaní kláštera zabili bärnauského soudce Konráda Hozlauera z Hazlova. V roce 1317 byl Heinrich Rorer zabit dědičnými sedláky kláštera. Jeho rodina si předtím dělala nároky v Altalbenreuthu v oblasti Frais, které byly uplatněny proti klášteru, když získali hrad Hardeck. 22. dubna 1317 došlo k dohodě.
Poté, co norimberský purkrabí Fridrich IV. klášter zdevastoval, podal opat Jan III. žalobu. od římskoněmeckého císaře Ludwiga IV., aby jako náhradu předal farní léno Berngau v eichstättské diecézi. Obec Luby se stala městem 9. ledna 1319 s privilegiem konání týdenního trhu. V roce 1323 předčasně rezignoval na svůj úřad, soumrak prožil na hradě Hardeck u Bad Neualbenreuth a roku 1329 zemřel.
Mnoho významných mužů bylo jeho předky a potomky, např. Berengar z Lokte, který byl roku 1228 jmenován německým rytířem. Jan Ellbogner (* kolem 1350, zemřel ve Valdsasích 1404), mnich ve Valdsasích, 1380 a později jako řezenský biskup Jan II. a další Jan Elbogner (* kolem roku 1380, zemřel po roce 1433), který byl roku 1423 biskupem v Agramu, nástupcem pasovského biskupa Georga Hohenlohe a 10 let kancléřem císaře Zikmunda.